# Plata dorada

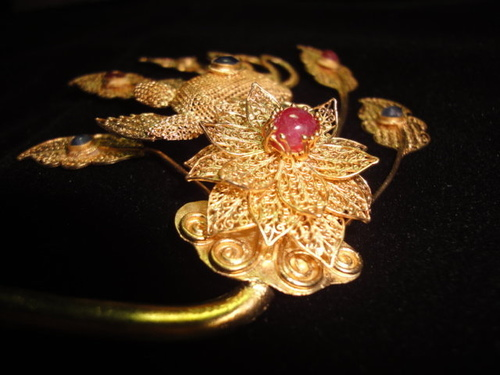
Horquilla de plata dorada de la dinastía Ming.

La plata dorada, a veces conocida con el término francés vermeil, es plata (pura o esterlina) que ha sido dorada. La mayoría de los objetos grandes hechos en orfebrería que parecen ser de oro son en realidad hechos de plata dorada; por ejemplo, la mayoría de los trofeos deportivos (incluidas medallas como las medallas de oro otorgadas en todos los Juegos Olímpicos después de 1912) y muchas joyas de la corona son objetos de plata dorada.
Además de que las materias primas son mucho menos costosas de adquirir que el oro macizo de cualquier quilate, los objetos grandes de plata dorada también son notablemente más livianos si se levantan, así como más duraderos (el oro es mucho más pesado incluso que el plomo y se raya y dobla fácilmente). Para los objetos que tienen detalles intrincados como custodias, el dorado reduce en gran medida la necesidad de limpieza y pulido y, por lo tanto, reduce el riesgo de daños. La plata sin dorar sufriría oxidación y necesitaría un pulido frecuente; el oro no se oxida en absoluto. Los hilos de «oro» utilizados en la orfebrería bordada suelen ser también hechos de plata dorada.